# Parma Calcio 1913
El Parma Calcio 1913 o Parma i antigament anomenat Parma Football Club és un club de futbol de la ciutat de Parma (Itàlia). Va desaparèixer el 22 de juny del 2015 arran de l'escàndol financer de l'empresa Parmalat, antiga propietària del club. Es va refundar el 28 de juny del 2015 per jugar a la Serie D després d'haver participat històricament a la Serie A. Des de llavors va pujar tres categories seguides per tornar a la Serie A l'any 2018.

## Història
El club nasqué el 27 de juliol de 1913 amb el nom de Verdi Foot Ball Club, per ser el lloc de naixement de Giuseppe Verdi. La primera samarreta del Verdi fou a parts grogra i blava. El 16 de desembre del mateix any es reanomenà com a Parma Foot Ball Club, amb samarreta blanca amb una creu negra al pit. Durant els seus primers anys d'existència el club es mantingué en catengories inferiors semi-professionals. El 1970 es fusionà amb un club de recent creació, el AC Parmense (6-9-1968) i adoptà el nom de Parma Associazione Calcio. Adoptà el color blanc amb detalls blaus i grocs. No fou fins al 1985, amb Arrigo Sacchi a la banqueta, que el club s'estabilitzà a la Sèrie B, i el 1990, amb Nevio Scala que aconseguí l'ascens a la màxima categoria. Gràcies al suport de l'empresa Parmalat el club se situà al màxim nivell futbolístic italià. Després de l'escàndol financer de l'empresa Parmalat el 2003-04, l'empresa anuncià la intenció de vendre el club el 2005 i canvià de nou el nom a l'antic Parma Football Club. Durant la temporada 2007-08 va baixar a la segona categoria de la lliga italiana.
El 22 de juny de 2015 el club es dissolgué oficialment després d'una forta crisi, que acabà en bancarrota. Posteriorment va ser refundat com a Parma Calcio 1913 i inscrit a la Serie D de la lliga italiana.

## Palmarès històric
- Copa italiana: 3 (1991-92, 1998-99, 2001-02)
- Supercopa italiana: 1 (1999)
- Recopa d'Europa: 1 (1992-93)
- Copa de la UEFA: 2 (1994-95, 1998-99)
- Supercopa d'Europa: 1 (1993)

## Plantilla 2025-26
A 4 agost 2025
| N. | Pos. | Nac. | Jugador                  |
| -- | ---- | --- | ------------------------ |
| 4  | DEF  | [[Fitxer:Flag of Hungary.svg\|23x15px\|border \|alt=Hongria\|link=Selecció de futbol d'Hongria\|{{#if:\|]]                                               | Botond Balogh            |
| 5  | DEF  | [[Fitxer:Flag of Argentina.svg\|23x15px\|border \|alt=Argentina\|link=Selecció de futbol de l'Argentina\|{{#if:\|]]                                      | Lautaro Valenti          |
| 7  | DAV  | [[Fitxer:Flag of Poland.svg\|23x15px\|border \|alt=Polònia\|link=Selecció de futbol de Polònia\|{{#if:\|]]                                               | Adrian Benedyczak        |
| 8  | MIG  | [[Fitxer:Flag of Argentina.svg\|23x15px\|border \|alt=Argentina\|link=Selecció de futbol de l'Argentina\|{{#if:\|]]                                      | Nahuel Estévez           |
| 9  | DAV  | [[Fitxer:Flag of the Republic of the Congo.svg\|23x15px\|border \|alt=República del Congo\|link=Selecció de futbol de la República del Congo\|{{#if:\|]] | Gabriel Charpentier      |
| 10 | MIG  | [[Fitxer:Flag of Catalonia.svg\|23x15px\|border \|alt=Catalunya\|link=Selecció de futbol de Catalunya\|{{#if:\|]]                                        | Adrià Bernabé            |
| 11 | DAV  | [[Fitxer:Flag of Sweden.svg\|23x15px\|border \|alt=Suècia\|link=Selecció de futbol de Suècia\|{{#if:\|]]                                                 | Pontus Almqvist          |
| 14 | DEF  | [[Fitxer:Flag of Italy.svg\|23x15px\|border \|alt=Itàlia\|link=Selecció de futbol d'Itàlia\|{{#if:\|]]                                                   | Emanuele Valeri          |
| 15 | DEF  | [[Fitxer:Flag of Italy.svg\|23x15px\|border \|alt=Itàlia\|link=Selecció de futbol d'Itàlia\|{{#if:\|]]                                                   | Enrico Delprato (capità) |
| 16 | MIG  | [[Fitxer:Flag of Belgium (civil).svg\|23x15px\|border \|alt=Bèlgica\|link=Selecció de futbol de Bèlgica\|{{#if:\|]]                                      | Mandela Keita            |
| 17 | DAV  | [[Fitxer:Flag of Sweden.svg\|23x15px\|border \|alt=Suècia\|link=Selecció de futbol de Suècia\|{{#if:\|]]                                                 | Jacob Ondrejka           |
| 18 | DEF  | [[Fitxer:Flag of Norway.svg\|23x15px\|border \|alt=Noruega\|link=Selecció de futbol de Noruega\|{{#if:\|]]                                               | Mathias Løvik            |
| 20 | MIG  | [[Fitxer:Flag of France (1794–1815, 1830–1974).svg\|23x15px\|border \|alt=França\|link=Selecció de futbol de França\|{{#if:\|]]                          | Antoine Hainaut          |
| 27 | MIG  | [[Fitxer:Flag of Brazil.svg\|23x15px\|border \|alt=Brasil\|link=Selecció de futbol del Brasil\|{{#if:\|]]                                                | Hernani (2n capità)      |
| 30 | DAV  | [[Fitxer:Flag of Bosnia and Herzegovina.svg\|23x15px\|border \|alt=Bòsnia i Hercegovina\|link=Selecció de futbol de Bòsnia i Hercegovina\|{{#if:\|]]     | Milan Đurić              |
| 31 | POR  | [[Fitxer:Flag of Japan.svg\|23x15px\|border \|alt=Japó\|link=Selecció de futbol del Japó\|{{#if:\|]]                                                     | Zion Suzuki              |
| 32 | DAV  | [[Fitxer:Flag of Argentina.svg\|23x15px\|border \|alt=Argentina\|link=Selecció de futbol de l'Argentina\|{{#if:\|]]                                      | Mateo Pellegrino         |
| 39 | DEF  | [[Fitxer:Flag of Australia (converted).svg\|23x15px\|border \|alt=Austràlia\|link=Selecció de futbol d'Austràlia\|{{#if:\|]]                             | Alessandro Circati       |

| N. | Pos. | Nac. | Jugador             |
| -- | ---- | --- | ------------------- |
| 40 | POR  | [[Fitxer:Flag of Italy.svg\|23x15px\|border \|alt=Itàlia\|link=Selecció de futbol d'Itàlia\|{{#if:\|]]                              | Edoardo Corvi       |
| 46 | DEF  | [[Fitxer:Flag of Italy.svg\|23x15px\|border \|alt=Itàlia\|link=Selecció de futbol d'Itàlia\|{{#if:\|]]                              | Giovanni Leoni      |
| 61 | DAV  | [[Fitxer:Flag of Tunisia.svg\|23x15px\|border \|alt=Tunísia\|link=Selecció de futbol de Tunísia\|{{#if:\|]]                         | Anas Haj Mohamed    |
| 62 | DAV  | [[Fitxer:Flag of Poland.svg\|23x15px\|border \|alt=Polònia\|link=Selecció de futbol de Polònia\|{{#if:\|]]                          | Mateusz Kowalski    |
| 98 | DAV  | [[Fitxer:Flag of Romania.svg\|23x15px\|border \|alt=Romania\|link=Selecció de futbol de Romania\|{{#if:\|]]                         | Dennis Man          |
| —  | POR  | [[Fitxer:Flag of Italy.svg\|23x15px\|border \|alt=Itàlia\|link=Selecció de futbol d'Itàlia\|{{#if:\|]]                              | Filippo Rinaldi     |
| —  | POR  | [[Fitxer:Flag of Italy.svg\|23x15px\|border \|alt=Itàlia\|link=Selecció de futbol d'Itàlia\|{{#if:\|]]                              | Gianluca Astaldi    |
| —  | DEF  | [[Fitxer:Flag of Sweden.svg\|23x15px\|border \|alt=Suècia\|link=Selecció de futbol de Suècia\|{{#if:\|]]                            | Peter Amoran        |
| —  | DEF  | [[Fitxer:Flag of Senegal.svg\|23x15px\|border \|alt=Senegal\|link=Selecció de futbol del Senegal\|{{#if:\|]]                        | Abdoulaye Ndiaye    |
| —  | DEF  | [[Fitxer:Flag of Italy.svg\|23x15px\|border \|alt=Itàlia\|link=Selecció de futbol d'Itàlia\|{{#if:\|]]                              | Nicolas Trabucchi   |
| —  | MIG  | [[Fitxer:Flag of Italy.svg\|23x15px\|border \|alt=Itàlia\|link=Selecció de futbol d'Itàlia\|{{#if:\|]]                              | Rachid Kouda        |
| —  | MIG  | [[Fitxer:Flag of Argentina.svg\|23x15px\|border \|alt=Argentina\|link=Selecció de futbol de l'Argentina\|{{#if:\|]]                 | Christian Ordóñez   |
| —  | MIG  | [[Fitxer:Flag of Slovenia.svg\|23x15px\|border \|alt=Eslovènia\|link=Selecció de futbol d'Eslovènia\|{{#if:\|]]                     | Tjaš Begić          |
| —  | MIG  | [[Fitxer:Flag of Italy.svg\|23x15px\|border \|alt=Itàlia\|link=Selecció de futbol d'Itàlia\|{{#if:\|]]                              | Elia Plicco         |
| —  | DAV  | [[Fitxer:Flag of Poland.svg\|23x15px\|border \|alt=Polònia\|link=Selecció de futbol de Polònia\|{{#if:\|]]                          | Daniel Mikolajewski |
| —  | DAV  | [[Fitxer:Flag of Guadeloupe (local).svg\|23x15px\|border \|alt=Guadalupe (França)\|link=Selecció de futbol de Guadalupe\|{{#if:\|]] | Antoine Joujou      |
| —  | DAV  | [[Fitxer:Flag of Italy.svg\|23x15px\|border \|alt=Itàlia\|link=Selecció de futbol d'Itàlia\|{{#if:\|]]                              | Anthony Partipilo   |
| —  | DAV  | [[Fitxer:Flag of Latvia.svg\|23x15px\|border \|alt=Letònia\|link=Selecció de futbol de Letònia\|{{#if:\|]]                          | Dario Šits          |

## Jugadors històrics destacats
| - Carlo Ancelotti (1977-79) - Alessandro Melli (1985-94 i 1995-97) - Marco Osio (1987-93) - Lorenzo Minotti (1987-96) - Cláudio Taffarel (1990-93 i 2001-02) - Tomas Brolin (1990-1995 i 97) - Antonio Benarrivo (1991-2004) - Faustino Asprilla (1992-96 i 1998-99) - Gianfranco Zola (1993-96) - Massimo Crippa (1993-98) - Roberto Néstor Sensini (1993-99 i 2000-02) | - Fernando Couto (1994-96 i 05-) - Dino Baggio (1994-2000) - Hristo Stoítxkov (1995-96) - Filippo Inzaghi (1995-96) - Gianluigi Buffon (1995-01) - Fabio Cannavaro (1995-02) - Enrico Chiesa (1996-99) - Mario Stanic (1996-00) - Hernán Crespo (1996-00) - Lilian Thuram (1996-01) - Juan Sebastián Verón (1998-99) | - Diego Fuser (1998-01) - Marcio Amoroso (1999-01) - Marco Di Vaio (1999-02) - Sabri Lamouchi (2000-03) - Hidetoshi Nakata (2001-04) - Sébastien Frey (2001-05) - Marco Marchionni (2001-06) - Adrian Mutu (2002-03) - Adriano (2002-04) - Alberto Gilardino (2002-05) - Domenico Morfeo (2003-) - Álvaro Ampuero |

## Entrenadors
| Nom                                                                                  | Nacionalitat                                        | Anys    |
| ------------------------------------------------------------------------------------ | --------------------------------------------------- | ------- |
| Violi, Porcelli, Spaggiari                                                           | Itàlia · Itàlia · Itàlia                            | 1919–20 |
| Percy Humphrey                                                                       | Anglaterra                                          | 1920–21 |
| Adolf Riebe                                                                          | Àustria                                             | 1921–23 |
| Guido Ara                                                                            | Itàlia                                              | 1923–24 |
| Gabbi, Forlivesi                                                                     | Itàlia · Itàlia                                     | 1924–25 |
| Carlo Achatzi                                                                        | Itàlia                                              | 1925–26 |
| Ghini, Stuardt                                                                       | Itàlia · Àustria                                    | 1926–27 |
| Emilio Grossi                                                                        | Itàlia                                              | 1927–28 |
| Raoul Violi                                                                          | Itàlia                                              | 1928–29 |
| Emilio Grossi                                                                        | Itàlia                                              | 1929–30 |
| Armand Halmos                                                                        | Hongria                                             | 1930–31 |
| Emilio Grossi                                                                        | Itàlia                                              | 1931–32 |
| Crotti                                                                               | Itàlia                                              | 1932–33 |
| Tito Mistrali                                                                        | Itàlia                                              | 1933–36 |
| Alfredo Mattioli                                                                     | Itàlia                                              | 1936–37 |
| Elvio Banchero                                                                       | Itàlia                                              | 1937–38 |
| Pál Szalaj                                                                           | Hongria                                             | 1938–39 |
| József Wereb                                                                         | Hongria                                             | 1939–40 |
| Sam Trevors                                                                          | Anglaterra                                          | 1940–42 |
| Italo Defendi                                                                        | Itàlia                                              | 1942–43 |
| Giuseppe Carlo Ferrari                                                               | Itàlia                                              | 1945–46 |
| Renato Cattaneo, Lombatti, Frione, Mistrali                                          | Itàlia · Itàlia · Itàlia · Itàlia                   | 1946–47 |
| Bruno Dentelli, Giovanni Mazzoni, Dietrich, Tagliani                                 | Itàlia · Itàlia · Itàlia · Itàlia                   | 1947–48 |
| Renato Cattaneo, Giuberti, Mistrali, Giuseppe Carlo Ferrari, Lombatti, Carlo Rigotti | Itàlia · Itàlia · Itàlia · Itàlia · Itàlia · Itàlia | 1948–49 |

| Nom                              | Nacionalitat             | Anys    |
| -------------------------------- | ------------------------ | ------- |
| Carlo Rigotti                    | Itàlia                   | 1949–50 |
| Giovanni Mazzoni, Boni, Mattioli | Itàlia · Itàlia · Itàlia | 1950–51 |
| Paolo Tabanelli                  | Itàlia                   | 1951–53 |
| Carlo Alberto Quario             | Itàlia                   | 1953–54 |
| Ivo Fiorentini                   | Itàlia                   | 1954–56 |
| Oliveri, Giuberti                | Itàlia · Itàlia          | 1956–57 |
| Čestmír Vycpálek                 | Txèquia                  | 1956–58 |
| Guido Mazetti                    | Itàlia                   | 1958–60 |
| Mario Genta                      | Itàlia                   | 1960–62 |
| Canforini                        | Itàlia                   | 1962–63 |
| Diotallevi, Arnaldo Sentimenti   | Itàlia · Itàlia          | 1963–64 |
| Oliveri, Giuberti                | Itàlia · Itàlia          | 1956–57 |
| Bruno Arcari                     | Itàlia                   | 1964–65 |
| Ivano Corghi                     | Itàlia                   | 1965–66 |
| Dante Boni                       | Itàlia                   | 1965–67 |
| Giancarlo Vitali                 | Itàlia                   | 1967–68 |
| Dante Boni                       | Itàlia                   | 1968–69 |
| Giancarlo Vitali                 | Itàlia                   | 1969–70 |
| Stefano Angeleri                 | Itàlia                   | 1970–72 |
| Antonio Soncini                  | Itàlia                   | 1972    |
| Giorgio Sereni                   | Itàlia                   | 1973–74 |
| Renato Gei                       | Itàlia                   | 1974–75 |
| Giovanni Meregalli               | Itàlia                   | 1975–76 |
| Tito Corsi                       | Itàlia                   | 1976–77 |
| Bruno Mora                       | Itàlia                   | 1977    |
| Gianni Corelli, Giorgio Visconti | Itàlia · Itàlia          | 1977–78 |
| Graziano Landoni                 | Itàlia                   | 1978    |
| Cesare Maldini                   | Itàlia                   | 1978–80 |
| Domenico Rosati                  | Itàlia                   | 1980–81 |
| Giorgio Sereni                   | Itàlia                   | 1981    |
| Giancarlo Danova                 | Itàlia                   | 1981–83 |

| Nom                | Nacionalitat | Anys    |
| ------------------ | ------------ | ------- |
| Bruno Mora         | Itàlia       | 1983    |
| Marino Perani      | Itàlia       | 1983–85 |
| Silvano Flaborea   | Itàlia       | 1985    |
| Pietro Carmignani  | Itàlia       | 1985    |
| Arrigo Sacchi      | Itàlia       | 1985–87 |
| Zdeněk Zeman       | Txèquia      | 1987    |
| Giampiero Vitali   | Itàlia       | 1987–89 |
| Nevio Scala        | Itàlia       | 1989–96 |
| Carlo Ancelotti    | Itàlia       | 1996–98 |
| Alberto Malesani   | Itàlia       | 1998–01 |
| Arrigo Sacchi      | Itàlia       | 2001    |
| Renzo Ulivieri     | Itàlia       | 2001    |
| Daniel Passarella  | Argentina    | 2001    |
| Pietro Carmignani  | Itàlia       | 2001–02 |
| Cesare Prandelli   | Itàlia       | 2002–04 |
| Silvio Baldini     | Itàlia       | 2004–05 |
| Pietro Carmignani  | Itàlia       | 2005    |
| Mario Beretta      | Itàlia       | 2005–06 |
| Stefano Pioli      | Itàlia       | 2006–07 |
| Claudio Ranieri    | Itàlia       | 2007    |
| Domenico Di Carlo  | Itàlia       | 2007–08 |
| Héctor Cúper       | Argentina    | 2008    |
| Andrea Manzo       | Itàlia       | 2008    |
| Luigi Cagni        | Itàlia       | 2008    |
| Francesco Guidolin | Itàlia       | 2008–10 |
| Pasquale Marino    | Itàlia       | 2010–11 |
| Franco Colomba     | Itàlia       | 2011–12 |
| Roberto Donadoni   | Itàlia       | 2012–15 |
| Luigi Apolloni     | Itàlia       | 2015–16 |
| Roberto D'Aversa   | Itàlia       | 2016–20 |
| Fabio Liverani     | Itàlia       | 2020–21 |
| Roberto D'Aversa   | Itàlia       | 2021    |
| Enzo Maresca       | Itàlia       | 2021    |
| Giuseppe Iachini   | Itàlia       | 2021–   |